# Symphimus leucostomus
Espèce
Statut de conservation UICN

 LC  : Préoccupation mineure
Symphimus leucostomus  est une espèce de serpents de la famille des Colubridae.

## Répartition
Cette espèce est endémique du Sud-Est du Mexique.

## Publication originale
- Cope, 1870 "1869" : Seventh Contribution to the Herpetology of Tropical America. Proceedings of the American Philosophical Society, vol. 11, n. 81, p. 147-192 (texte intégral).